# Городець (Вигоницький район)
Городець (рос. Городец) — село в Вигоницькому районі Брянської області Російської Федерації.
Населення становить 565 осіб. Входить до складу муніципального утворення Вигоницьке міське поселення.

## Історія
Від 2005 року входить до складу муніципального утворення Вигоницьке міське поселення.

## Населення
| 2010 | 2013 |
| ---- | ---- |
| 554  | ↗565 |